# Milan Čuda
Milan Čuda (né le 22 septembre 1939 à Prague) est un joueur tchécoslovaque de volley-ball qui remporte la médaille d'argent aux Jeux olympiques d'été de 1964.

## Palmarès

### Jeux olympiques
- Jeux olympiques de 1964 à Tokyo,  Japon
  -  Médaille d'argent.